# Mehr Trouble mit Tribbles
Mehr Trouble mit Tribbles (Originaltitel: More Tribbles, More Troubles) ist die fünfte Episode der ersten Staffel der Science-Fiction-Zeichentrickserie Die Enterprise. Sie wurde in englischer Sprache erstmals am 6. Oktober 1973 bei NBC ausgestrahlt. In Deutschland war sie zum ersten Mal unter dem Titel Invasion der Wollmöpse am 13. April 1976 in einer stark geschnittenen und inhaltlich veränderten synchronisierten Fassung im ZDF zu sehen. Eine ungekürzte, originalgetreue Synchronfassung erschien erstmals 1994 auf VHS. Die erste Fernsehausstrahlung dieser Fassung erfolgte am 14. September 2016 auf Tele 5.

## Handlung
Im Jahr 2269 bei Sternzeit 5392.4 eskortiert die Enterprise zwei Roboter-Getreideschiffe zum Sherman-Planeten, wo durch Missernten eine Hungersnot herrscht. Plötzlich registriert die Besatzung ein Ein-Mann-Aufklärungsschiff der Föderation, das von einem klingonischen Kriegsschiff angegriffen wird. Die Enterprise ändert den Kurs und beamt den Piloten an Bord, bevor das Schiff von den Klingonen zerstört wird. Die Klingonen nehmen nun die Enterprise ins Visier und setzen sie mit einer neuartigen Waffe außer Gefecht, die ein Stasisfeld erzeugt, das zu einem Energieausfall in den wichtigen Schiffssystemen führt. Der klingonische Captain Koloth verlangt die Auslieferung des Piloten des zerstörten Aufklärers, da dieser wegen ökologischer Sabotage gesucht wird. Captain Kirk weigert sich und nutzt eines der Roboterschiffe, um die Klingonen anzugreifen. Diese zerstören den Antrieb des Schiffs, verbrauchen dabei aber so viel Energie, dass das Stasisfeld um die Enterprise zusammenbricht.
Nach anfänglichen Schwierigkeiten gelingt es Chefingenieur Scott nun, den Piloten des Aufklärers im Transporterraum materialisieren zu lassen. Es handelt sich um den Händler Cyrano Jones, dem die Enterprise bereits ein Jahr zuvor begegnet war. Wie damals hat er auch jetzt wieder Tribbles bei sich – kleine pelzige Wesen, die sich durch Nahrungsaufnahme unkontrolliert vermehren und somit rasch zur Plage werden. Jones versichert, diese Tribbles seien ungefährlich, denn sie seien durch Genmanipulation unfruchtbar gemacht worden. Zusätzlich hat sich Jones ein Tier namens Glommer besorgt, das Tribbles frisst. Auf die Frage, warum die Klingonen ihn verfolgen, antwortet Jones, dass er ihnen nur ein paar Tribbles verkauft habe.
Schiffsarzt McCoy bestätigt, dass die neuen Tribbles unfruchtbar sind. Die Besatzung wendet sich daher vorerst anderen Problemen zu. Die Fracht des beschädigten Roboterschiffs wird an Bord gebeamt, dadurch ist die Enterprise aber stark überladen. Der erste Offizier Spock vermutet, dass die neue Waffe der Klingonen sehr viel Energie benötigt und ein erneutes Aufladen einige Zeit beansprucht. Sobald die Waffe wieder aufgeladen sei, dürfte aber mit einem erneuten Angriff zu rechnen sein. Dieser folgt tatsächlich kurz darauf. Die Klingonen beschädigen das zweite Roboterschiff und beschießen die Enterprise. Dabei kippen mehrere Getreidebehälter um. Die Tribbles fressen das Getreide und wachsen dadurch unkontrolliert. Das klingonische Schiff dreht unerwartet ab.
Die Enterprise nimmt das beschädigte Schiff mit einem Traktorstrahl in Schlepp und Spock vermutet, dass sich die Klingonen gegenüber der nun äußerst schwerfälligen Enterprise in eine bessere Angriffsposition bringen wollen. Spock schlägt vor, zur Ablenkung Tribbles auf das klingonische Schiff zu beamen und nach einem erneuten Feuergefecht setzt Kirk diesen Plan um. Koloth, der bereits Vorbereitungen getroffen hatte, die Enterprise zu entern, ist nun zu Verhandlungen bereit. Er erklärt, dass Jones den Glommer von den Klingonen gestohlen habe. Es handelt sich um ein künstlich geschaffenes Wesen, das zur Bekämpfung einer Tribble-Plage eingesetzt werden soll. Da es sich um einen Prototyp handelt, ist eine Rückgabe unverzichtbar, um weitere Exemplare zu klonen. Kirk ist damit einverstanden den Glommer zurückzugeben, wenn Koloth dafür nicht mehr die Auslieferung von Jones verlangt.
Auf dem Klingonenschiff erweist sich der Glommer jedoch als nutzlos, da die Tribbles für ihn inzwischen viel zu groß sind. Die Klingonen versuchen nun, die Tribbles mit Waffengewalt zu töten, was aber nur dazu führt, dass die großen Tribbles in hunderte kleine Exemplare zerfallen. Auf der Enterprise findet McCoy indes ein Mittel, das er den Tribbles verabreicht. Sie spalten sich dadurch in kleine, jetzt wirklich ungefährliche Exemplare auf, die sich weder vermehren noch wachsen.

## Besonderheiten

### Verbindungen zu anderen Star-Trek-Produktionen
Die Roboter-Getreideschiffe sind die ersten in Star Trek gezeigten Sternenflottenraumschiffe, die einer anderen Schiffsklasse als die Enterprise angehören. Sie dienten als Vorlage für die Fracht- und Transportschiffe der Antares-Klasse, die 2006 neu in die Remastered-Versionen von drei Raumschiff-Enterprise-Folgen eingefügt wurden. In Folge 1.06 (Diplomatischer Schrott) der animierten Serie Star Trek: Lower Decks aus dem Jahr 2020 ist ebenfalls ein solches Schiff zu sehen.
Ein Glommer ist auch in Folge 4.02 (Keine Knochen, aber muss trotzdem fliehen) der animierten Serie Star Trek: Lower Decks von 2023 zu sehen.
In Folge 2.13 (Ein Tribble namens Bribble) der animierten Serie Star Trek: Prodigy aus dem Jahr 2024 kommen erneut Tribbles mit Riesenwuchs vor.

### Besonderheiten der deutschen Synchronfassung
In der ZDF-Synchronisation wurden die Tribbles „Kribbler“ genannt, obwohl in der Vorgängerfolge Kennen Sie Tribbles? von Raumschiff Enterprise, die ebenfalls im Auftrag des ZDF synchronisiert wurde, bereits der Originalname übernommen worden war.

## Produktion

### Drehbuch
Mehr Trouble mit Tribbles stellt eine Fortsetzung der Folge Kennen Sie Tribbles? aus der zweiten Staffel von Raumschiff Enterprise dar. Für beide Folgen schrieb David Gerrold das Drehbuch. Gerrold hatte bereits für die dritte Staffel von Raumschiff Enterprise eine Fortsetzung vorgeschlagen, die aber nicht umgesetzt wurde, da Fred Freiberger, der zu dieser Zeit Gene Roddenberry als Produzent der Serie abgelöst hatte, die Folge Kennen Sie Tribbles? nicht mochte.

### Sprecher und Figuren
Die Figuren Cyrano Jones, Koloth und Korax hatten bereits in Kennen Sie Tribbles? einen Auftritt und wurden dort von Stanley Adams, William Campbell und Michael Pataki gespielt. Lediglich Adams übernahm hier erneut die Rolle des Cyrano Jones, während Koloth und Korax von James Doohan gesprochen wurden.
Die Nebenfigur Lieutenant Arex tritt in dieser Folge zwar auf, hat aber keinen Text.
Ein Transportertechniker der Enterprise ist Drehbuchautor David Gerrold nachempfunden. Die Figur hat keinen Text und wird im englischen Original von Kirk nur mit ihrem Rang Ensign angesprochen. In der deutschen Synchronisation wurde aus dem Rang „Ensign“ der Name „Hansen“.

## Adaptionen
Alan Dean Foster schrieb eine Textfassung von Mehr Trouble mit Tribbles, die auf Englisch erstmals 1975 in der Geschichtensammlung Star Trek Log 4 erschien. Die deutsche Übersetzung erschien 1993.

## Rezeption
Wes Huntington führte Mehr Trouble mit Tribbles 2016 auf msureporter.com in einer Liste der zehn besten Folgen von Die Enterprise auf Platz 2.
Juliette Harrisson empfahl Mehr Trouble mit Tribbles 2018 auf der Website Den of Geek als eine der Folgen, die man gesehen haben sollte, wenn man die Grundlagen von Star Trek verstehen möchte.
Michael Weyer erstellte 2019 für die Website cbr.com eine Liste der 20 lustigsten Star-Trek-Folgen. Mehr Trouble mit Tribbles landete hierbei auf Platz 9.
James Whitbrook führte Mehr Trouble mit Tribbles 2020 auf gizmodo.com.au als eine der zehn wichtigsten Folgen von Die Enterprise.
Jack Kiely führte Mehr Trouble mit Tribbles 2023 auf whatculture.com in einer Liste der zehn wichtigsten Folgen von Die Enterprise auf Platz 8.